# Ricardo Schnetzer
Ricardo Luiz Guimarães Schnetzer (Rio de Janeiro, 13 de abril de 1953) é um ator, dublador e diretor de dublagem brasileiro. Formou-se na Escola de Teatro da FEFIEG, atual UNIRIO, onde estudou de 1973 a 1976. É conhecido por dublar principalmente os atores Al Pacino, Nicolas Cage, Tom Cruise, Richard Gere, John Cusack, John Turturro, Daniel Day-Lewis, Kurt Russell e Patrick Swayze na maioria de seus filmes. Ele também é conhecido por dubladar Hank do desenho Caverna do Dragão, Capitão Planeta, Mestre Macaco nos filmes de Kung Fu Panda, Benson em Apenas um Show, Exterminador em Jovens Titãs, Maurice em Madagascar 2 e Madagascar 3 e Albafica de Peixes em Saint Seiya: The Lost Canvas. É também o dublador oficial do ator mexicano Fernando Colunga.
Na área desde de 1975, seu primeiro contato direto com direção de dublagem foi nos estúdios da Herbert Richers, onde dirigiu durante 15 anos. Foi ainda diretor de dublagem dos estúdios da Audio Corp, Bluebird e Alcatéia.
Em 2016 participou da radionovela "Herança de Ódio" da novela Êta Mundo Bom!, da TV Globo.

## Teatro
| Ano  | Peça                                        | Autor                                                         | Teatro                                                |
| ---- | ------------------------------------------- | ------------------------------------------------------------- | ----------------------------------------------------- |
| 1976 | Uma Propriedade Tradicionalmente Familiar   | Gilberto Augusto Correa (Diretor)                             | Teatro Opinião - Porão (RJ)                           |
| 1977 | A Morte de Danton                           | Georg Büchner (Com direção de Aderbal Freire Filho)           | Subterrâneos do Metrô Glória (RJ) ainda em construção |
| 1979 | Em Algum Lugar Fora Deste Mundo             | José Wilker (Com direção de Aderbal Freire Filho)             | Teatro Cândido Mendes - Ipanema                       |
| 1981 | Na Terra do Pau-Brasil Nem Tudo Caminha Viu | Ary Fontoura (Diretor)                                        | Teatro Mesbla (RJ)                                    |
| 1987 | Morte na Chácara                            | Carlos Henrique Escobar (Com direção de Paulo Afonso de Lima) | Teatro Nacional de Comédia (RJ)                       |
| 1993 | Um Sábado em 30                             | Luiz Marinho (Com direção de Luiz Mendonça)                   | Teatro Dulcina (RJ)                                   |
| 2013 | Música, Musicais e Oscar                    | Wilson de Resende (Diretor)                                   | Teatro Vannucci (RJ)                                  |

## Lista de dublagens

### Filmes
| Ator                  | Filmes e Séries |
| --------------------- | --- |
| Al Pacino             | O Poderoso Chefão - O Épico (VHS), Parceiros da Noite (Redublagem), Scarface (2ª e 3ª Dublagem), Vítimas de Uma Paixão (1ª e 2ª Dublagem), Dick Tracy, O Poderoso Chefão: Parte III (1ª Dublagem), Frankie e Johnny, O Pagamento Final, O Advogado do Diabo (Televisão/TV Paga/Blu-Ray), O Informante, Um Domingo Qualquer, Contato de Risco, Angels in America (1ª e 2ª Dublagem), Tudo por Dinheiro, Treze Homens e Um Novo Segredo, As Duas Faces da Lei (Globo e Amazon Prime Video), Anti-Heróis (Globo), Cada um tem a Gêmea que Merece, Phil Spector, O Último Ato, Não Olhe Para Trás (Avião), Paterno, Era uma Vez em Hollywood, Hunters, Casa Gucci |
| Nicolas Cage          | O Selvagem da Motocicleta, Adeus à Inocência, Feitiço da Lua, Coração Selvagem, Atraídos pelo Destino (Globo/TCM), Lua-de-Mel a três, Não Chame a Polícia (1ª Dublagem), Encurralados no Paraíso, Despedida em Las Vegas, Con Air - A Rota da Fuga (2ª e 3ª Dublagem), Cidade dos Anjos (TV/TV Paga/Blu-Ray), Um Homem de Família (Globo), Adaptação, Os Vigaristas, A Lenda do Tesouro Perdido, O Senhor das Armas (FOX), As Torres Gêmeas, O Vidente, A Lenda do Tesouro Perdido: Livro dos Segredos, Perigo em Bangkok (Globo), O Aprendiz de Feiticeiro, Fúria sobre Rodas, Joe (Globo), Vingança ao Anoitecer, Regresso do Mal, Homens de Coragem, Snowden - Herói ou Traidor, Uma História de Vingança, Mãe e Pai, Estado de Calamidade, Mandy: Sede de Vingança, A Cor que Caiu do Espaço, Pig - A Vingança, Renfield - Dando Sangue Pelo |
| Tom Cruise            | Toque de Recolher, Negócio Arriscado, A Chance, A Cor do Dinheiro (1ª e 2ª Dublagem), Rain Man, Cocktail, Nascido em 4 de Julho (1ª e 2ª Dublagem), Dias de Trovão, Um Sonho Distante, Questão de Honra (1ª Dublagem), A Firma, Entrevista com o Vampiro (Redublagem), Magnólia, Missão Impossível 2 (Globo/TV Paga), Minority Report - A Nova Lei, O Último Samurai, Trovão Tropical, Encontro Explosivo, Rock of Ages, No Limite do Amanhã |
| Richard Gere          | Gigolô Americano (TV/Blu-Ray), A Força do Destino, Cotton Club (Globo), Sem Perdão (TV), Gritos de Revolta (DVD), Uma Linda Mulher, Justiça Cega (Globo/TV Paga), Desejos (TV), Sommersby: O Retorno de um Estranho, E a Vida Continua (TV Paga), Intersection - Uma Escolha, uma Renúncia (TV/TV Paga), O Chacal (Redublagem), Dr. T e as Mulheres (1ª e 2ª Dublagem), Outono em Nova York (Globo), Infidelidade, Chicago (Redublagem), A Última Profecia (Record/Universal Channel), Dança Comigo?, O Vigarista do Ano (Rede Telecine), A Caçada (Globo), Não Estou Lá, Noites de Tormenta, Atraídos pelo Crime (Globo e Amazon Prime Video), A Negociação (Globo), Para Maiores, O Benfeitor (1ª e 2ª Dublagem), O Exótico Hotel Marigold 2, Três Cristos                                                                                     |
| John Cusack           | Um Verão Muito Louco, Fora da Jogada, Os Imorais, A Um Passo do Poder, Neblina e Sombras, Dinheiro, Pra Que Dinheiro?, Matador em Conflito, Justiça de um Bravo, Alto Controle, Alta Fidelidade, Escrito nas Estrelas (Redublagem), Os Queridinhos da América, Identidade, Procura-se um Amor que Goste de Cachorros, A Sangue Frio, 1408 (Redublagem), O Corvo (2012), Condução Perigosa (Redublagem), O Príncipe (Globo), Resgate de uma Família (Globo), The Beach Boys: Uma História de Sucesso, Dragon Blade, Celular/Conexão Mortal (Globo), Kronos: O Fim da Humanidade? (Rede Telecine), O Preço da Ganância (Rede Telecine) |
| Patrick Swayze        | Para Wong Foo, Obrigado Por Tudo! Julie Newmar (1ª Dublagem - Globo), Amanhecer Violento, Marcados pelo Ódio, Dirty Dancing - Ritmo quente (Globo), Matador de Aluguel, Veia de Campeão (TV), Donnie Darko (SBT), Dirty Dancing 2 - Noites de Havana (Rede Telecine - 3ª Dublagem), Um Natal Milionário |
| John Turturro         | O Siciliano (1ª e 2ª Dublagem), Ajuste Final, Quiz Show - A Verdade dos Bastidores, O Grande Lebowski, E Aí, Meu Irmão, Cadê Você?, A Herança de Mr. Deeds, Zohan: O Agente Bom de Corte, A Janela Secreta, Por Que Choram os Homens, Um Tiro de Misericórdia, Êxodo: Deuses e Reis, The Batman |
| Jackie Chan           | Police Story (Globo), Police Story 2 - Codinome Radical (Globo), Dragões para Sempre (Globo), Projeto China, Projeto China 2 - A Vingança, Thunderbolt - Ação sobre Rodas (2ª Dublagem - Globo/Band), O Grande Lutador, O Mestre Invencível (SBT), Kung Fu Panda, Kung Fu Panda 2, Kung Fu Panda 3 |
| Kurt Russell          | Os Aventureiros do Bairro Proibido, Obsessão Fatal, Conflitos no Inverno (2ª Dublagem), O Soldado do Futuro, 3000 Milhas para o Inferno, Sonhadora (Redublagem), Horizonte Profundo: Desastre no Golfo, Velozes e Furiosos 7, Velozes e Furiosos 8, Velozes e Furiosos 9 |
| Daniel Day-Lewis      | Rebelião em Alto-mar (1ª e 2ª Dublagem), Um Inglês na América, Meu Pé Esquerdo, O Último dos Moicanos (2ª e 3ª Dublagem), A Época da Inocência, Em Nome do Pai |
| Stanley Tucci         | Larry Gaye: O Comissário de Bordo Renegado (Rede Telecine), Spotlight: Segredos Revelados, Jogo Assassino (Rede Telecine), Jogos Vorazes, Jogos Vorazes: Em Chamas, Jogos Vorazes: A Esperança - Parte 1, Jogos Vorazes: A Esperança - O Final, Convenção das Bruxas |
| Ray Liotta            | Operação Dumbo, Cop Land (2ª Dublagem), O Segurança Fora de Controle, Muppets 2: Procurados e Amados, Rolou uma Química, Os Muitos Santos de Newark: Uma História Soprano |
| Bill Paxton           | O Exterminador do Futuro (1ª Dublagem), Mulher Nota 1000 (Redublagem), Vingança Infernal, Comando Imbatível, Tombstone: A Justiça Está Chegando, Apollo 13 - Do Desastre ao Triunfo (Globo), Twister (2ª Dublagem), O Poderoso Joe, Limite Vertical |
| Jim Carrey            | Ace Ventura - Um Detetive Diferente, Ace Ventura 2 - Um Maluco na África |
| Sean Bean             | Jogos Patrióticos, Refém do Silêncio, Equilibrium (Redublagem), Soldados da Fortuna, Perdido em Marte, O Jovem Messias, Pixels |
| Temuera Morrison      | Barb Wire: A Justiceira, Star Wars Episódio II: Ataque dos Clones (1ª e 2ª Dublagem), Star Wars Episódio III: A Vingança dos Sith (1ª e 2ª Dublagem), Lanterna Verde, A Invasão - Ocupação Alienígena |
| Benedict Cumberbatch  | O Hobbit: A Desolação de Smaug, O Hobbit: A Batalha dos Cinco Exércitos, 1917 |
| Josh Charles          | Sociedade dos Poetas Mortos |
| F. Murray Abraham     | Amadeus (Amazon Prime Video) |
| Bill Murray           | Tootsie (1ª e 3ª Dublagem) |
| Chin Han              | Batman: O Cavaleiros das Trevas |
| Marcelino Sánchez     | Os Selvagens da Noite |
| Kevin Costner         | Wyatt Earp |
| Jason Bateman         | A Última Cartada |
| Richard Young         | Indiana Jones e a Última Cruzada (Redublagem) |
| William Hurt          | Vivendo na Eternidade |
| William Katt          | Carrie, a Estranha (Globo) |
| Matthew Macfadyen     | Orgulho e Preconceito |
| Matt LeBlanc          | Perdidos no Espaço - O Filme |
| Johnny Martino        | O Poderoso Chefão (2ª Dublagem) |
| Christopher Wyyne     | De Volta Para o Futuro III (Avião) |
| Christopher Eccleston | Thor: O Mundo Sombrio, |
| Hart Bochner          | Carrie, a Estranha (2013) |
| Bokeem Woodbine       | Demônio |
| Richard Lineback      | Velocidade Máxima |
| Richard Tyson         | Um Tira no Jardim de Infância |
| Joe Manganiello       | Liga da Justiça (2017) e Liga da Justiça de Zack Snyder (2021) |

Agradecimentos ao Fórum Dublanet por parte das informações.

### Séries
| Personagem                  | Série Dublada                        |
| --------------------------- | ------------------------------------ |
| Sir Jaime Lannister         | Game of Thrones                      |
| Jonathan Kent               | Smallville: As Aventuras do Superboy |
| Roy Cohn                    | Angels in America                    |
| Gunther                     | Friends                              |
| Sandy Cohen                 | O.C.: Um Estranho no Paraíso         |
| Vinnie Terranova            | O Homem da Máfia                     |
| Howie Munson                | Duro na Queda                        |
| Iolaus                      | Hércules: A Lendária Jornada         |
| Professor/Treinador Thurman | Todo Mundo Odeia o Chris             |
| Slade Wilson/Exterminador   | Arrow, Titãs, Liga da Justiça        |
| Kevin                       | Noites em Claro                      |
| Abraham Van Helsing         | Drácula                              |
| Martin Odum                 | Legends                              |
| Homem/Marido                | A Mulher Invisível (telessérie)      |

### Animações
| Personagem                          | Animações |
| ----------------------------------- | --- |
| Paul McCartney                      | Yellow Submarine |
| Capitão Marvel Jr.                  | Shazam! |
| Mayuri Kurotuschi                   | Bleach (2 episódios) |
| Hank                                | Caverna do Dragão |
| Capitão Planeta                     | Capitão Planeta e crossover de OK, K.O.! Vamos Ser Heróis                                                                                      |
| Kazemaru                            | Yu Yu Hakusho |
| Vincent                             | Cowboy Bebop |
| Dorin                               | Cavalo de Fogo |
| Slade Wilson/Exterminador           | Os Jovens Titãs, Liga da Justiça: Ponto de Ignição, O Filho do Batman, Jovens Titãs: O Contrato de Judas, Os Jovens Titãs em Ação! Nos Cinemas |
| Susanoo                             | Akame ga Kill! |
| Mr. Grander (Pai do Tyson)          | Beyblade |
| Gordo                               | Beyblade V-Force |
| Jake                                | Os Fantasmas |
| Gosmento                            | O Máskara |
| Raymond Warren/Chacal               | Marvel Spider-Man |
| Dodó Adulto                         | O Cão e a Raposa |
| Zac                                 | Pac-Man e as Aventuras Fantasmagóricas |
| Count Pácula                        | Pac-Man e as Aventuras Fantasmagóricas |
| Danny Vaincori                      | Pac-Man e as Aventuras Fantasmagóricas |
| Ray Liotta                          | Bee Movie: A História de uma Abelha |
| Maurice                             | Madagascar 2 e Madagascar 3: Os Procurados |
| Mestre Macaco                       | Kung Fu Panda, Kung Fu Panda 2 e Kung Fu Panda 3                                                                                               |
| Arayoshi Hatori                     | Death Note |
| Deus Ares, Hades e Frank Bertinelli | Liga da Justiça Sem Limites |
| Clones/Capitão Rex/Comandante Cody  | Star Wars: The Clone Wars |
| Wilshire                            | Turma da Pesada (Beverly Hills Teens) |
| Albafica de Peixes                  | Saint Seiya: The Lost Canvas |
| Tetrax                              | Ben 10: Destruição Alienígena, Ben 10: Força Alienígena, Ben 10: Omniverse e Ben 10 (2016)                                                     |
| Addwaitya                           | Ben 10: Supremacia Alienígena |
| Benson                              | Apenas um Show |
| Hunson Abadeer (1ª voz)             | Hora de Aventura |
| Josuel (1ª voz)                     | Hora de Aventura |
| Shnissugah                          | As Terríveis Aventuras de Billy & Mandy |
| Lancelot                            | Shrek Terceiro |
| Marcel                              | Rio |
| Benjamin                            | Rock Hard Gladiators |
| Sebastian Shaw                      | X-Men: Evolution |
| Gabriel Agreste/Colecionador        | Miraculous: As Aventuras de Ladybug |
| Amon                                | Avatar: A Lenda de Korra |
| Clérigo                             | Toy Story: Esquecidos pelo Tempo |
| Philip Sherman                      | Procurando Nemo (dublagem Delart) |
| Homem-Aranha Noir                   | Homem-Aranha: No Aranhaverso |
| Darkwing Duck (Drake Mallard)       | DuckTales: Os Caçadores de Aventuras (2017) |
| Sabu                                | Phineas e Ferb |
| Adrian Fletcher                     | Phineas e Ferb |

### Videogames
| Personagem                | Jogo                   |
| ------------------------- | ---------------------- |
| Pássaro (Capanga de Bane) | Batman: Arkham Origins |
| Vladimir                  | League of Legends      |
| Príncipe do Nexus Shaffar | World of Warcraft      |